# 岗包
岗包（緬甸語： [ɡáʊɴ báʊɴ]，[həmoiŋ dɒp]；撣語： [kʰén.hǒ]；北部泰語： [xian.hǔa]）是缅甸的一种传统男士头巾，这种头巾是现代缅甸和泰国北部许多民族（尤其以缅族、孟族、若开人、掸族和泰沅等信佛教的民族为主）传统服饰的一部分。
各地区岗包的样式有些许差异，但基本能与一般的特本头巾相区分，适合在正式的聚会和仪式上穿着；也是权势的象征。在若开人和掸族人里较为普遍。在北部山区，拉祜族、阿卡人和德昂族依然头戴类似的“岗包”，但对于日常穿戴，他们使用毛巾以替代。

## 词源

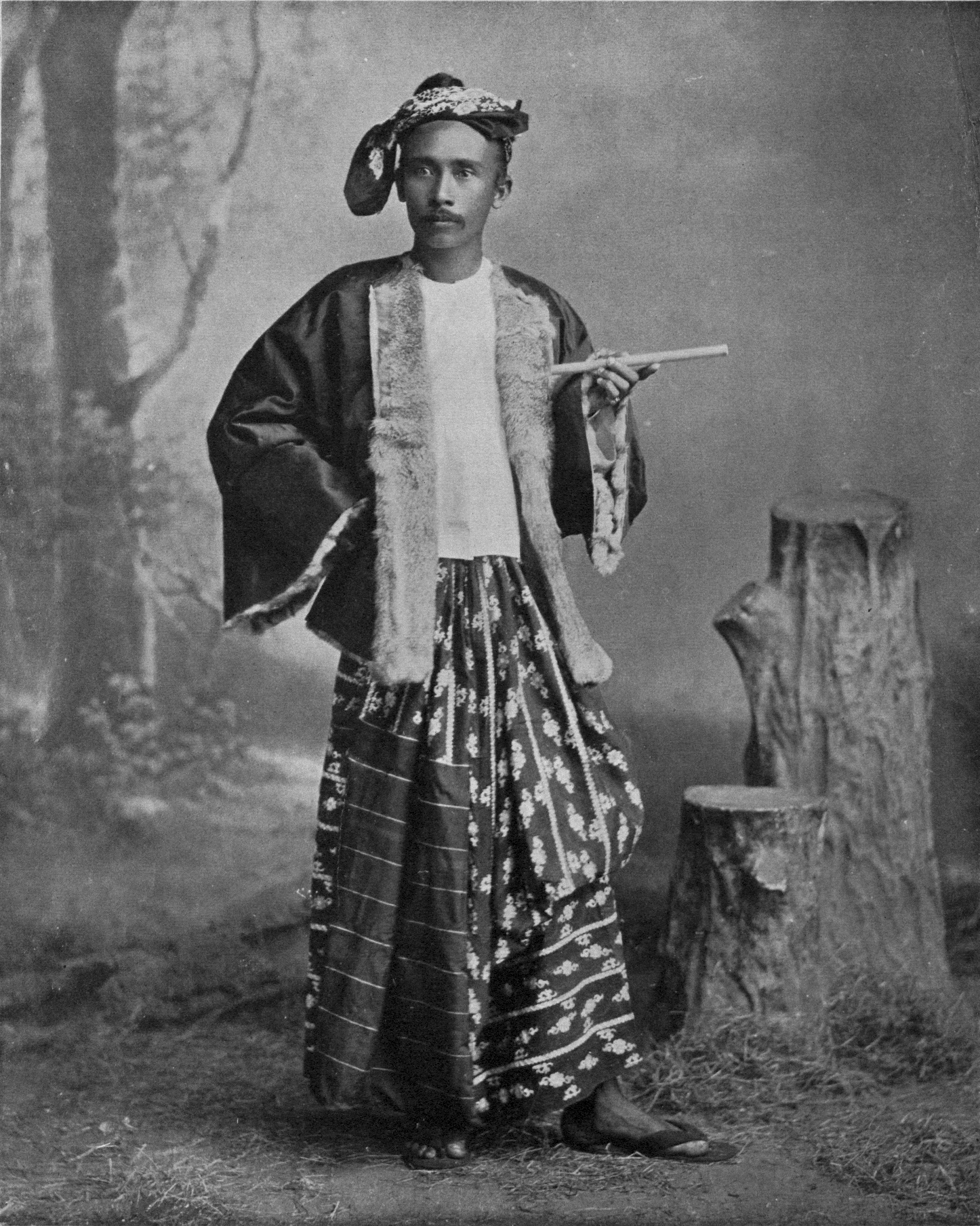
一名头戴岗包的男子，摄于19世纪末

“岗包”为缅语，“岗”意为头，“包”意为包裹、缠绕，组合起来意为“包头”或“缠头”，这种头巾在其他民族语言中的名称大都含义相同。

## 历史

### 古代
缅甸男子的裹头风俗始于蒲甘时代（公元11世纪至13世纪），据称该风俗自印度传入。过去，从老百姓到王公贵族都讲究“岗包”的裹法，帝王、大臣和豪门贵族裹头时都露出脑顶，不同的是，帝王裹头时，脑门后留片笔直向上的巾尾，而大臣和豪门子弟裹头时，则留两片笔直向上的巾尾。

### 当代
英国殖民时期，岗包的穿戴量急剧下降，只在官方仪式和婚礼等社交仪式上看得到。20世纪20年代初，仰光大学掀起反对英国殖民教育的罢课运动，学生领袖都以裹头装束为标志，除了裹住整个头顶外，还在右边垂下一条巾尾，人称“文学士裹头法”。

## 款式

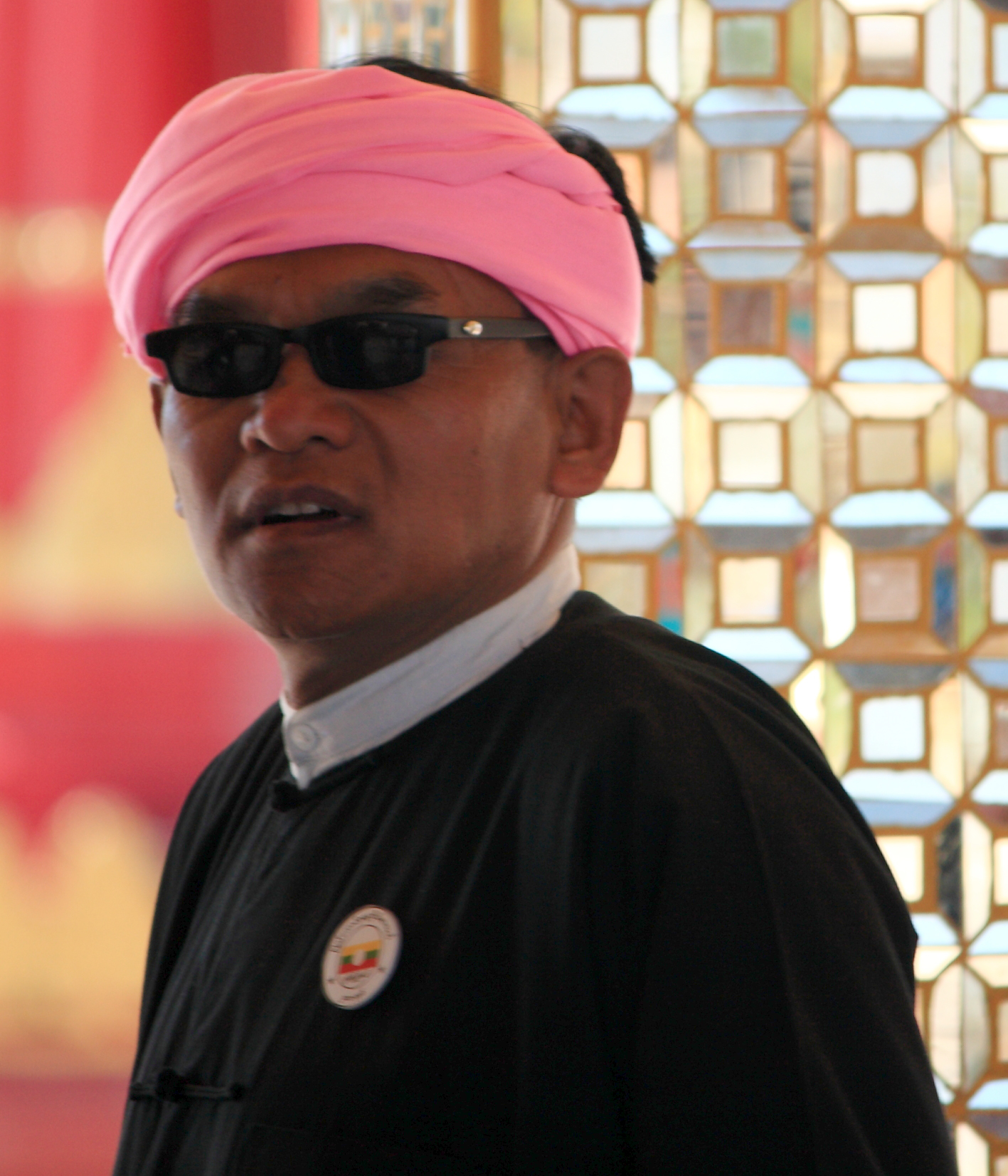
头戴岗包身着掸族服饰的男子

近代以来，缅甸男子已不再蓄发盘髻，再用头巾包头已不合适宜。但包头这个民族习惯又不愿丢失，便演变成了被称为maung kyetthayay的款式。它不再是一种头巾，确切地讲应为一种礼帽。它是一种现成的“岗包”，由布匹包裹在藤条框架上，可以像帽子一样佩戴。在殖民时期，毕业典礼上头戴被称为“文学士岗包”（B.A. gaung baung）的丝制头巾是一种流行的戴法。
老式的通常为4至5英尺（1.2至1.5）长，8至12英寸（20至30）宽。它以顺时针方式缠在头上，舌口在左侧。舌口是岗包的主要特征，在不同民族间的岗包中有所区别。
缅族和孟族岗包的舌口一般为圆形并向下倾斜，而若开人和掸族岗包的舌口是呈扇形展开的。
如今，即使在官方场合，大多数人也不戴“岗包”。“岗包”等大多数缅甸传统服饰已被简化。因此，大多数现成的和编织好的的“岗包”被包裹在藤条或柳条框架上。

## 材质

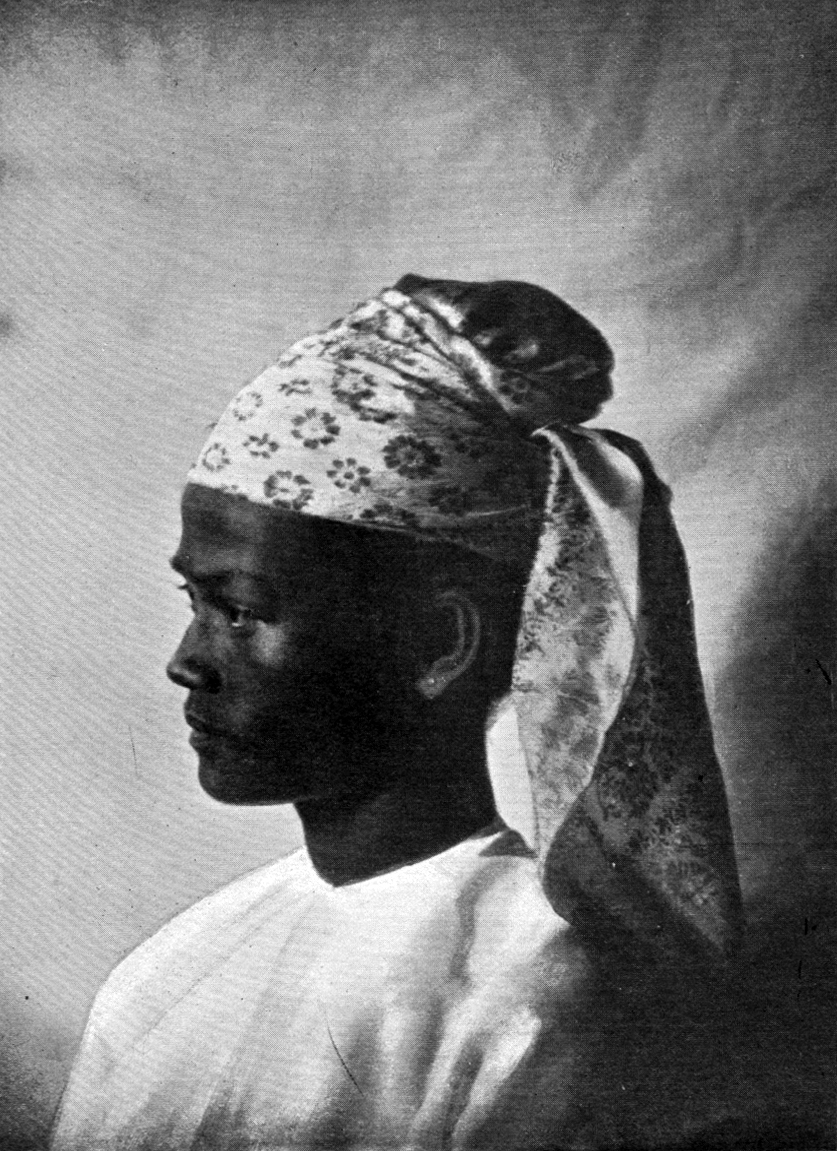
20世纪早期的一款主要款式的缅族岗包

由于岗包是一种礼仪头饰，它总是起到美化的效果。根据穿戴者的财富和阶级，颜色和材质不尽相同。现代岗包多为素色，缅族与孟族通常穿戴丝制或棉制的黄色、白色、灰色或乳白色岗包，若开人通常穿戴粉红色的，而掸族人则穿戴乳白色、接近肤色的或黄褐色的岗包。掸族岗包通常用粗棉制成。